# Thébai mondakör

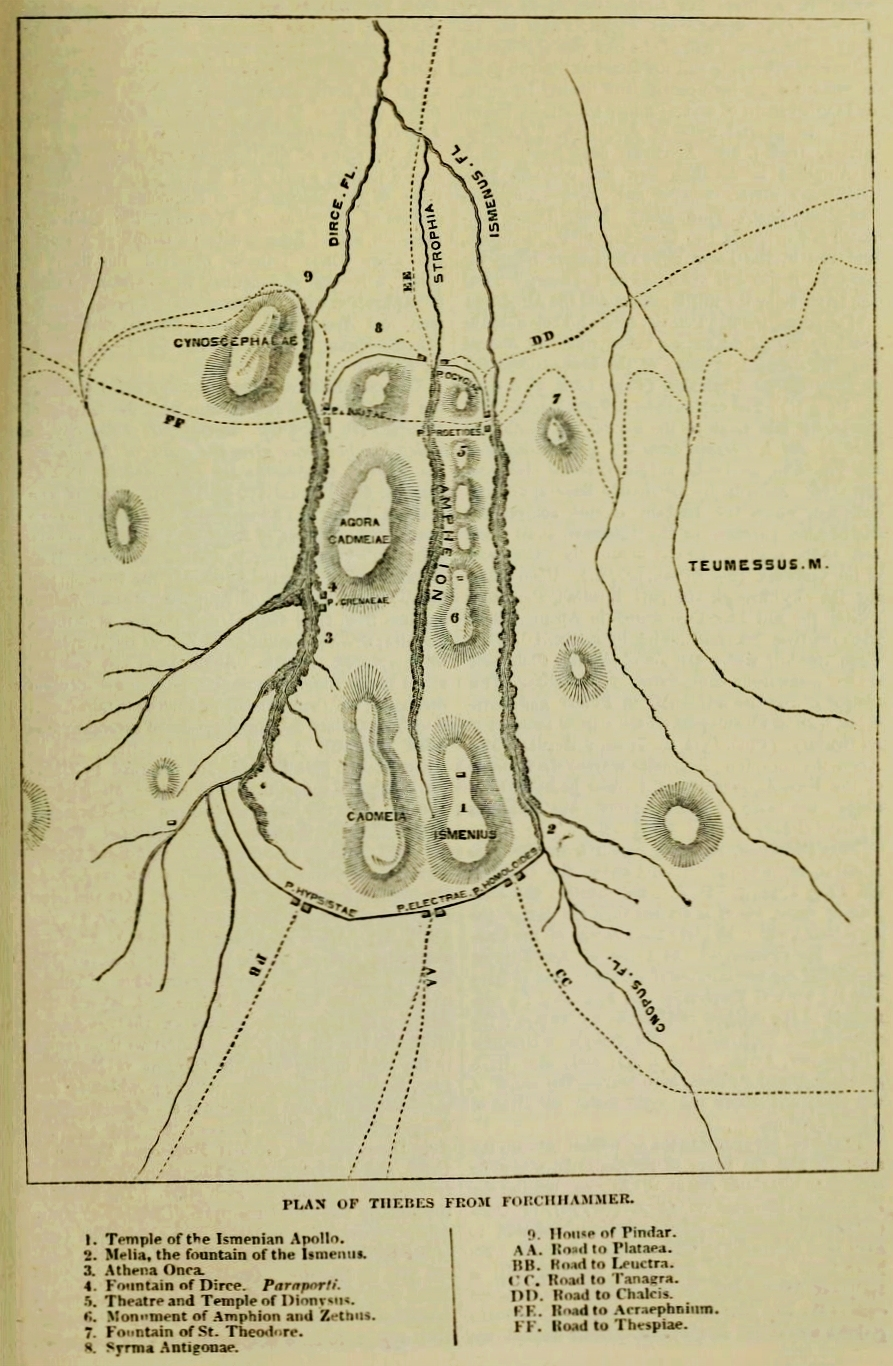
Thébai

A thébai mondakör az ókori görög Thébaihoz kapcsolódó mondák összessége. Történetei elsősorban Laiosz és Oidipusz figuráihoz kapcsolódnak. A thébai mondakör elsősorban Szophoklész tragédiaköltő kapcsán vált ismertté napjainkban is, akinek 7 fennmaradt tragédiájából 3 merít a történeteiből. Hősei a Labdakidák.

## Történetei
A thébai mondakör legismertebb része az, amit Szophoklész feldolgozott, valamint ennek előzményei. Labdakosz sarja, Laiosz, és felesége, Iokaszté szörnyű jóslatot kapott. Azt jövendölték, hogy leendő gyermekük meg fogja ölni apját, és el fogja venni a saját anyját, és gyermekük is fog születni. Ettől fogva önmegtartóztató életet éltek, de végül mégis megszületett a gyermek. Laiosz a csecsemő bokáját átszúrta, majd megkötözte. Innen ered az Oidipusz név, ami annyit tesz, hogy dagadtlábú.
Laiosz a szolgálójának megparancsolja, hogy ölje meg a gyermeket (tegye ki egy hegyre). A szolga azonban megsajnálja, és egy pásztornak adja, aki elviszi őt a gyermektelen korinthoszi királynak. Később Oidipusz egy lakomán meghallja, amint cserélt gyereknek nevezik őt, ezért elmegy Delphoiba, ahol neki is elmondják a baljóslatot, amely hallatára elhagyja Korinthoszt, és Thébaiba készül. Az úton szóváltásba keveredik valakivel, aki a valóságban Laiosz, az apja, csak ő nem tud róla, és Oidipusz megöli apját és egy kivételével a szolgáit is.
Szülővárosát épp egy szphinx tartotta rettegésben, mindenkit megölt, aki nem tudott válaszolni a találós kérdésére. A városba érkező Oidipusz kitalálja a választ, ezért a thébaiak hálából királlyá koronázzák. Oidipusz a jóslat beteljesüléseként vérfertőző házasságra lépett Iokasztéval, anyjával, és négy gyermekük is született: két fiuk, Eteoklész és Polüneikész; illetve két lányuk, Antigoné és Iszméné. Az istenek Laiosz megbosszulatlan meggyilkolása miatt dögvészt bocsátanak Thébaira, ami addig nem múlik el, amíg ki nem derül, hogy ki ölte meg Laiosz királyt. Oidipusz nyomozásba kezd, míg végül megtudja, hogy ő ölte meg apját, és saját anyját vette feleségül. Iokaszté a sokktól öngyilkos lesz, Oidipusz pedig megbünteti magát: kiszúrja a szemeit, önként elhagyja a várost, és koldusként kezd el vándorolni.
Közben fiai hálátlanságot követnek el, ezért Oidipusz elátkozza őket. Ők nem akarják, hogy az átok bekövetkezzen, ezért elhatározzák, hogy felváltva uralkodnak. Eteoklész azonban az első év leteltével nem adta át a trónt testvérének, és még száműzte is őt. Ő Argoszból hadat szerez, és saját városa ellen fordul. Innentől már Szophoklész folytatta a cselekményt Oidipusz Kolónoszban című művében. Az Antigoné által Kolónoszba vezetett öreg, vak, koldus Oidipuszt a helybeliek nem akarják befogadni. Közben megérkezik Iszméné, aki elmondja, hogyha Oidipusz meghal, Thébaiban szeretnék őt eltemetni városának lakói. Megérkezik Iokaszté testvére, Kreón, hogy elvigye Oidipuszt. Kreón hiába könyörög, hogy vigyék haza, ezért elhurcoltatja Iszménét, majd Antigonét is. Thészeusz, az athéni király közbelép: visszaviszi az elhurcolt lányokat, és oltalmat ígér. Ekkor mondta ki Oidipusz az átkot megérkező fiára, Polüneikészre, aki segítséget kért. Oidipuszt Kolónoszban eléri a megváltó halál. Eközben az átok beteljesül: Eteoklész és Polüneikész megölik egymást. Legközelebbi rokonuk, nagybátyjuk, Kreón lett az uralkodó.

### A szfinx találós kérdése
A szfinx találós kérdése, amelyet Oidipusz kitalált, a következő volt:
Mi az, ami reggel négy, délben kettő, este három lábon jár, és akkor a leggyengébb, mikor a legtöbb a lába?
A válasz: az ember, aki csecsemőként négykézláb mászik, majd két lábon kezd járni, időskorában pedig mankó(k)ra támaszkodik.

## Szophoklész és a thébai mondakör
A három thébai mondakörhöz kapcsolódó tragédia az Oidipusz király, az Oidipusz Kolónoszban és az Antigoné. Az Oidipusz király akkor kezdődik, amikor Oidipusz már feleségül vette anyját, és pusztít a dögvész, valamint akkor végződik, amikor Oidipusz megbünteti magát. Az Oidipusz Kolónoszban (történetét lásd fent) és az Antigoné cselekményének határa Kreón trónra kerülése. Szophoklész ezen műveinek több értelmezése van, így például többen azt gondolják, hogy a művek azt bizonyítják, hogy a sors elkerülhetetlen, mások pedig éppen úgy vélekednek, hogy az ellenkezője derül ki.

## Galéria

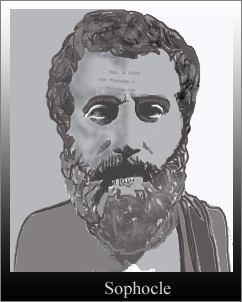
Szophoklész
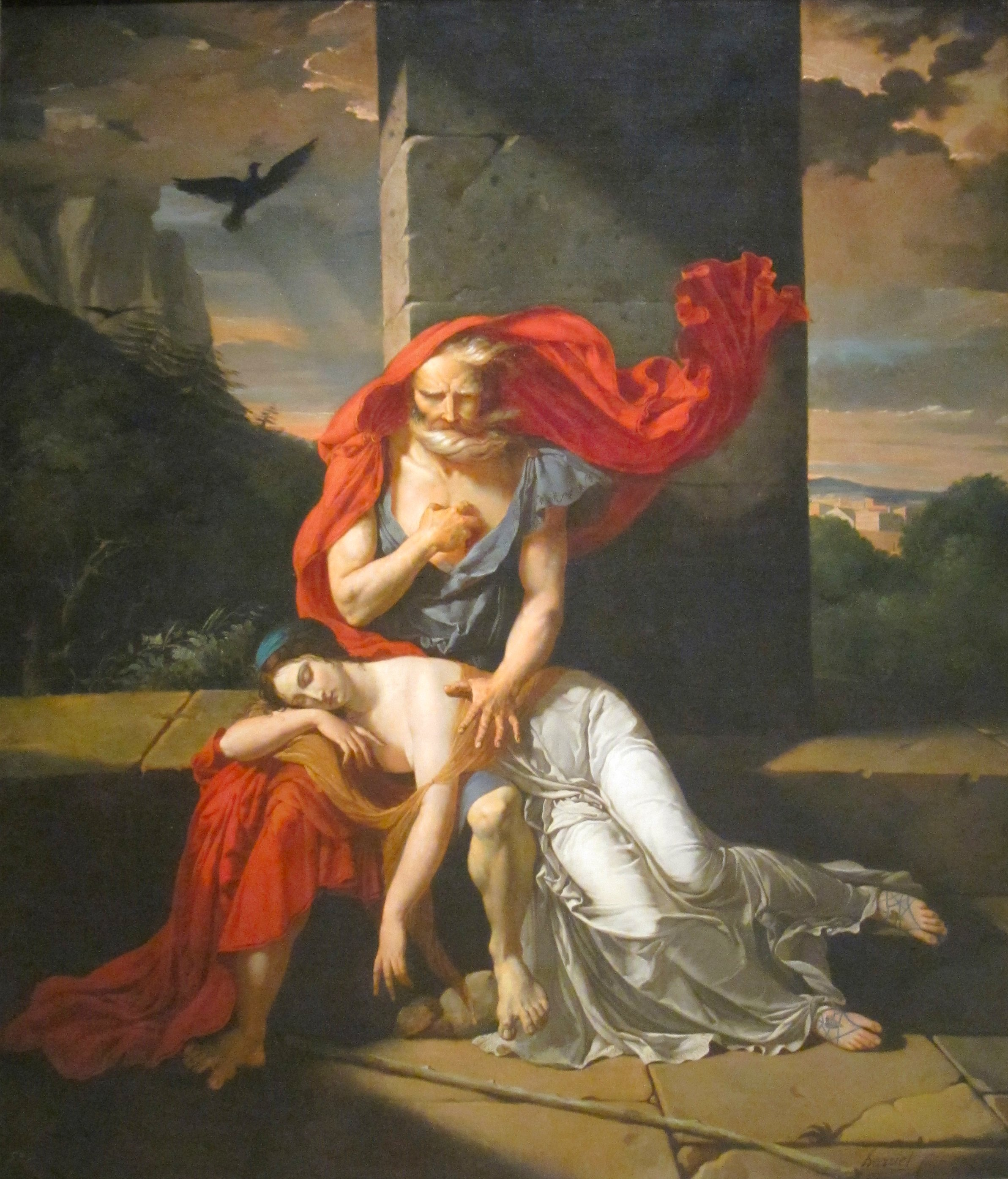
Fulchran-Jean Harriet 1798-as Oidipusz Kolónoszban című festménye
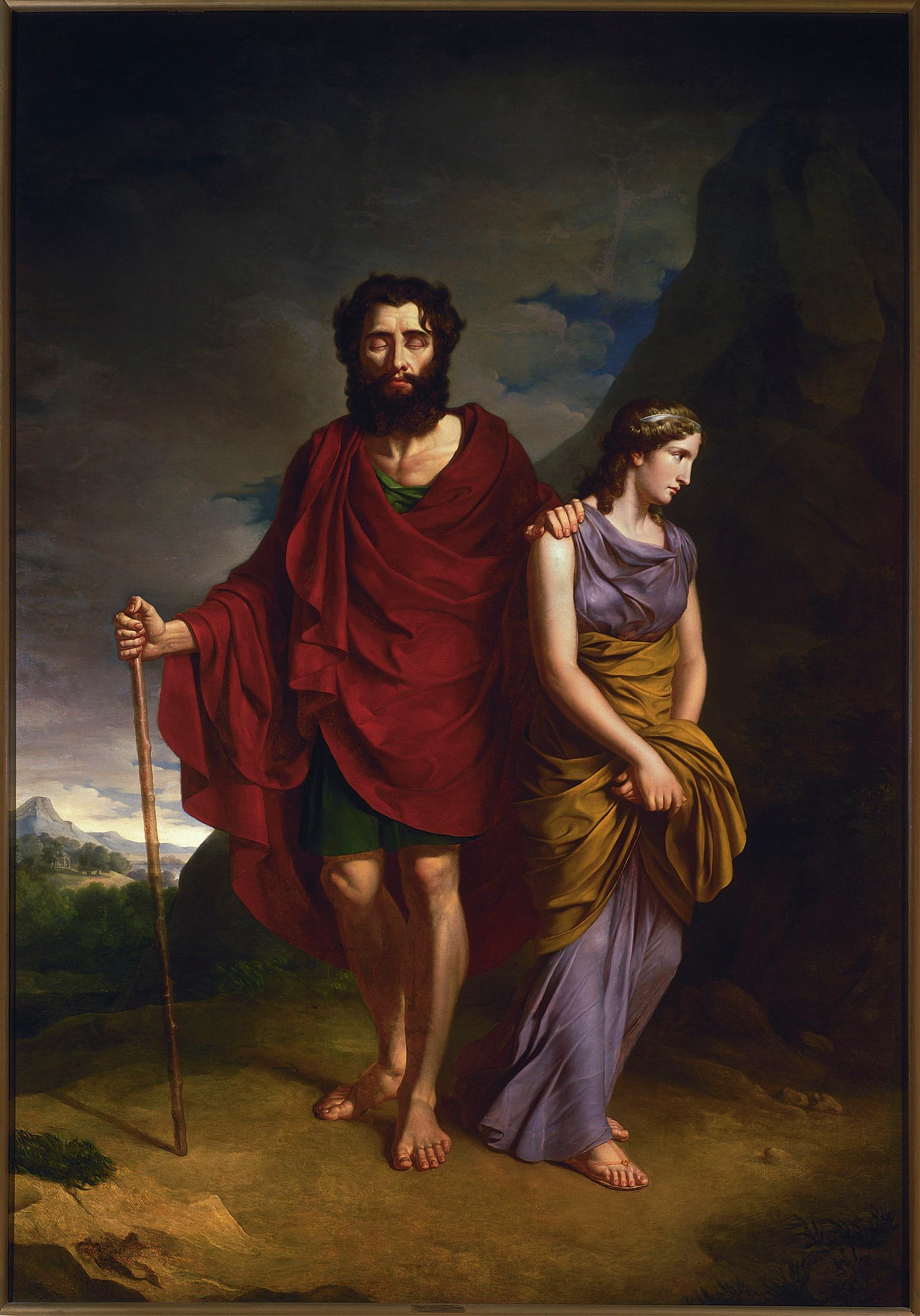
Antoni Brodowski festménye Oidipuszról és Antigonéról